# まじからっと☆れいでぃあんと
まじからっと☆れいでぃあんと (Magicarat Radiant) は2010年2月26日にParasolより発売されたアダルトゲームである。2013年6月7日にはDMMよりダウンロード版が発売された。

## ストーリー
首都の郊外に存在する「在原市」。市内の在原学園に通う戸高広秋が夏休みを満喫していたある日、リシェル・バーンズという金髪の少女と出会う。リシェルが広秋の前に現れた間もなく、彼女は力尽きて倒れてしまう。広秋はリシェルを背負って運び、幼なじみの秋奈の家に彼女を預ける。リシェルと出会った夜に広秋はリシェルが呪文の詠唱を行い、魔法を使うのを目撃する。リシェルは幼い頃から訓練を受けた魔法使いだった。その後に銀髪の少女・エルトリンデとも出会い、彼女も魔法使いであることを広秋は知る。魔法使い達との出会いをきっかけに、広秋の平凡な日々は変化していく。

## 登場人物

### メインキャラクター
戸高 広秋（とだか ひろあき）
誕生日：10月19日 星座：いて座 血液型：A型
身長：172cm
本作の主人公。在原学園の2年生であり、風紀委員会に所属している。両親は海外出張で家にいないため、一人暮らしをしている。家事は1つ年上の幼なじみである秋奈に頼っている。礼儀正しい正義漢である。
リシェル・バーンズ(Lyshell Burns)
声 - 成瀬未亜
誕生日：11月7日 星座：さそり座 血液型：AB型
身長：147cm B/W/H 77/53/76
広秋が夏休みに出会った金髪の魔法少女。魔法使いの名門であるバーンズ家の時期当主と目されており、幼い頃から魔法の実力を遺憾なく発揮してきた。アーシュベルグ家のエルトリンデとよく比較されるため、何かと彼女を敵視するが、エルトリンデに魔法の実力で勝ったことは一度もない。性格は勝ち気で無鉄砲。
エルトリンデ・アーシュベルク(Eltlinde Aschberg)
声 - 倉田まりや
誕生日：2月25日 星座：うお座 血液型：A型
身長：152cm B/W/H 76/53/78
広秋が夏休みに出会った銀髪の魔法少女。名門であるアーシュベルグ家のお嬢様であり、魔法の実力は何十年に一人の才能と周囲に評されている。口数が少なく人を寄せ付けない雰囲気があるが実は寂しがり屋で、気を許した相手にはよく懐く。
倉瀬 秋奈（くらせ あきな）
声 - 青山ゆかり
誕生日：10月19日 星座：いて座 血液型：O型
身長：159cm B/W/H 90/58/86
広秋の幼なじみで1つ年上のお姉さん。広秋とは家族ぐるみの付き合いをしてきたため、広秋の両親が海外出張に行った際には家事を買って出た。優しく穏やかな性格だが、時折うっかりミスをするドジっ娘。
夕凪 涼莉（ゆうなぎ すずり）
声 - 白山ツヅキ
誕生日：5月5日 星座：おうし座 血液型：AB型
身長：153cm B/W/H 82/54/83
広秋の後輩で、風紀委員会に所属している。広い邸宅に一人で住み、家事全般は家政婦に頼っている。両親が不在という環境でも孤独に耐える健気な少女である。真面目で恥ずかしがり屋な性格をしている。主人公に恋しているが、奥手な性格のために何も行動が取れずにいる。

### サブキャラクター
奈乃（なの）
声 - 広瀬透子
魔法によって生み出された、リシェルの従者。秋奈が広秋にプレゼントした人形が元になっているため、主であるリシェルよりも広秋に懐いている。
アリスティア
声 - 志田かな
エルトリンデのメイド。主人のためなら怒ることも辞さない、よくできた従者である。
霧島 吹雪（きりしま ふぶき）
声 - 酒井みすず
広秋の先輩で風紀委員長を務めている。秋奈の親友であり、姉は在原学園で化学教師を務めている。
霧島 麗（きりしま うららか）
声 - 黒崎猫
広秋のクラスの担任教師であり、風紀委員の顧問も務めている。吹雪の姉でもある。幼い容姿をしており生徒に慕われている。
山村 宗治（やまむら むねはる）
声 - 卑猥俊二
広秋のクラスメイトであり、剣道部に所属している。実家は甘味処「土左衛門」を営んでおり、在原市ではちょっとした人気になっている。

## 主題歌
オープニング主題歌「キミと魔法のすごし方」
歌：NANA / 作詞：烏丸良介 / 作編曲：中山真斗(Elements Garden)
エンディング主題歌「always」
歌：茶太 / 作詞：烏丸良介 / 作編曲：上野義雄
挿入歌「光の中で」
歌：真理絵 / 作詞：烏丸良介 / 作編曲：河西良

## 関連商品
- まじからっと☆れいでぃあんと オリジナルサウンドトラック[3]

2010年3月10日発売。
- でりばらっと☆れいでぃあんと ビジュアルファンブック[9]

本作と「でりばらっ!」のビジュアルファンブック。2012年3月発行。ISBN 978-4863791473